# Vučiniće
Vučiniće, település Szerbiában, a Raskai körzet Novi Pazar községében.

## Népesség
- 1948-ban 708 lakosa volt.
- 1953-ban 774 lakosa volt.
- 1961-ben 779 lakosa volt.
- 1971-ben 721 lakosa volt.
- 1981-ben 563 lakosa volt.
- 1991-ben 376 lakosa volt.
- 2002-ben 245 lakosa volt, akik közül 128 szerb (52,54%), 69 bosnyák (28,16%) és 48 muzulmán (19,59%).